# Icône culturelle
Pour les articles homonymes, voir Icône.

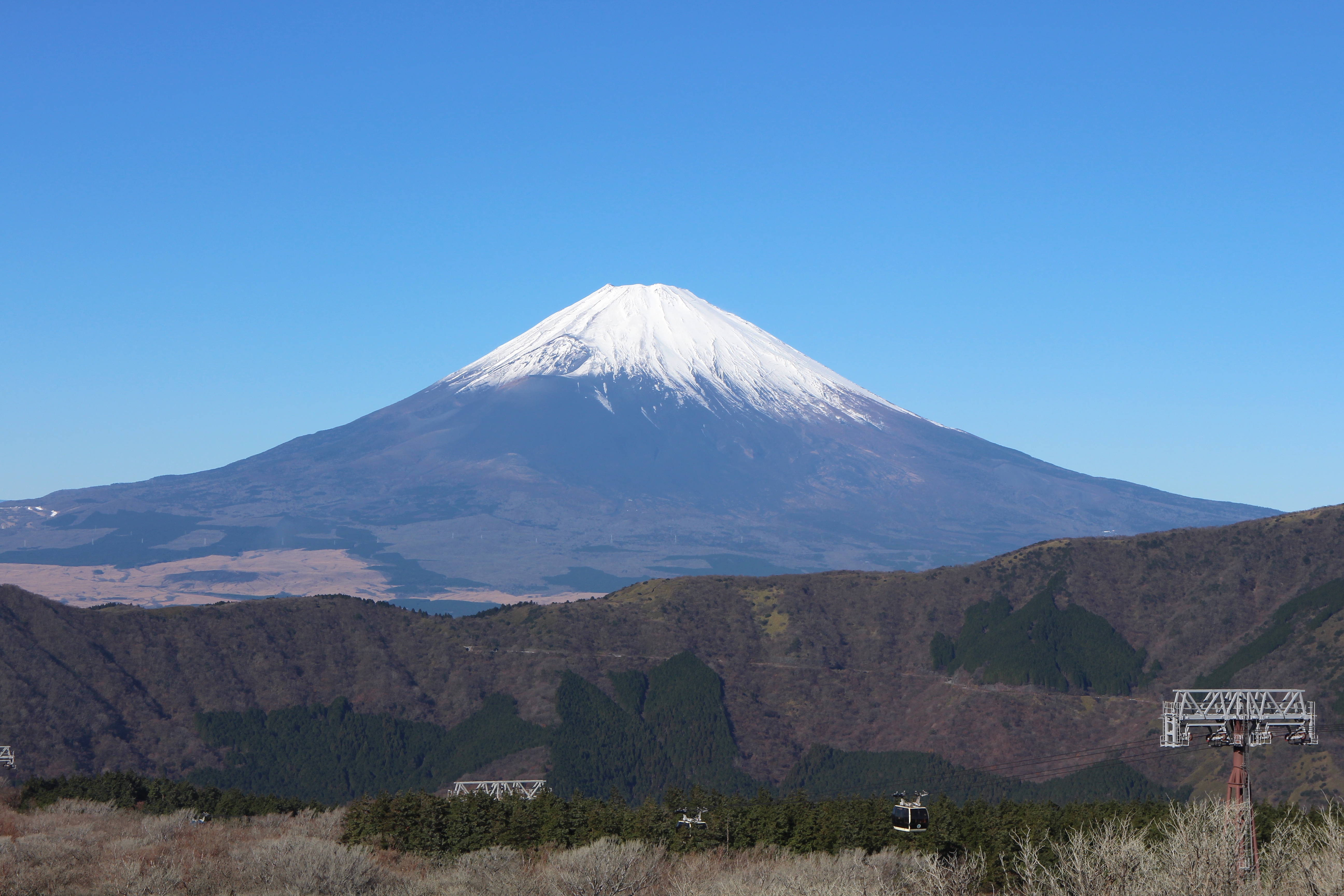
L'image du mont Fuji est couramment utilisée comme icône culturelle pour représenter le Japon.

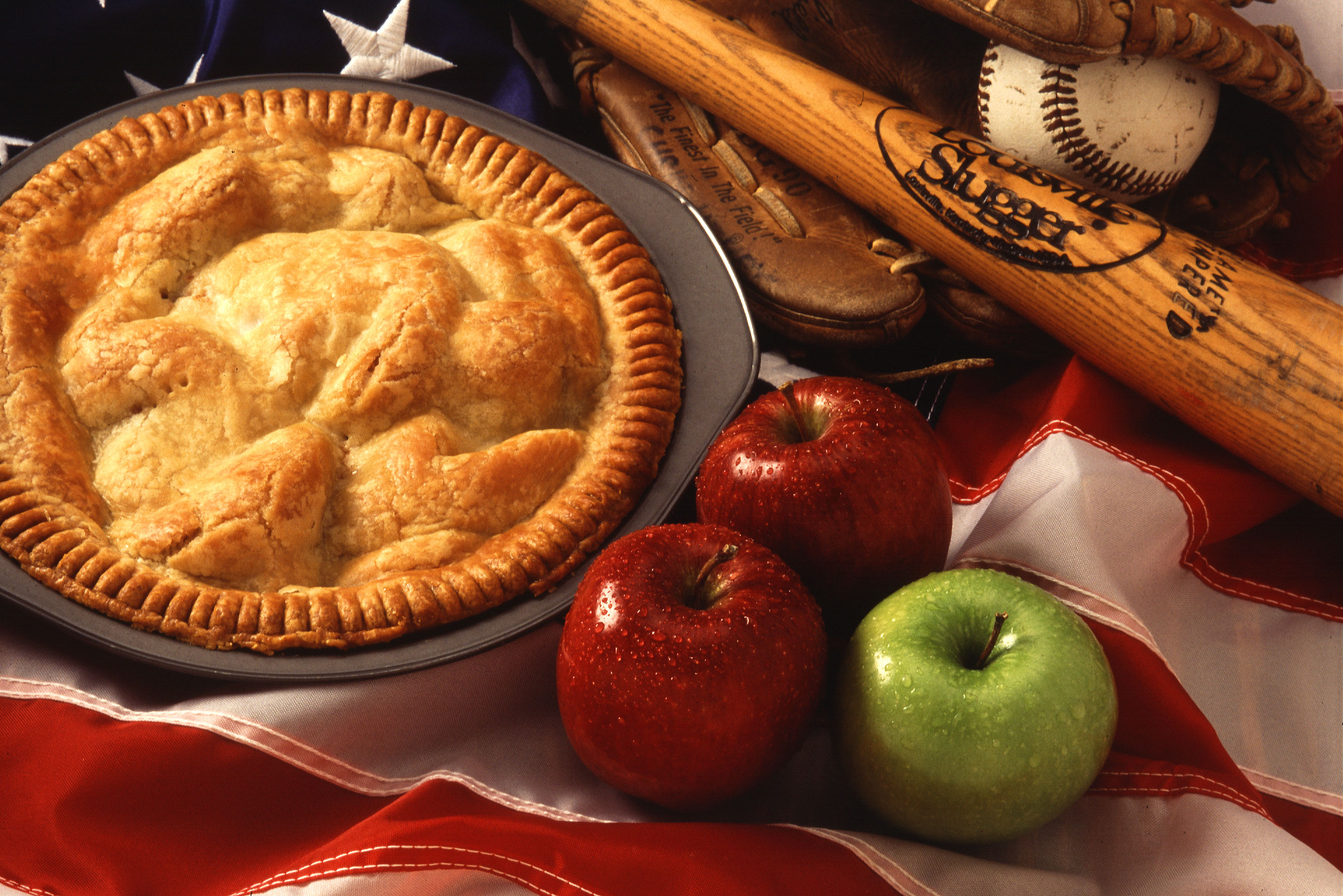
La tarte aux pommes américaine, mais aussi le gant, la batte et la balle pour jouer au baseball, tout comme le drapeau américain, font partie des icônes culturelles représentant les États-Unis.

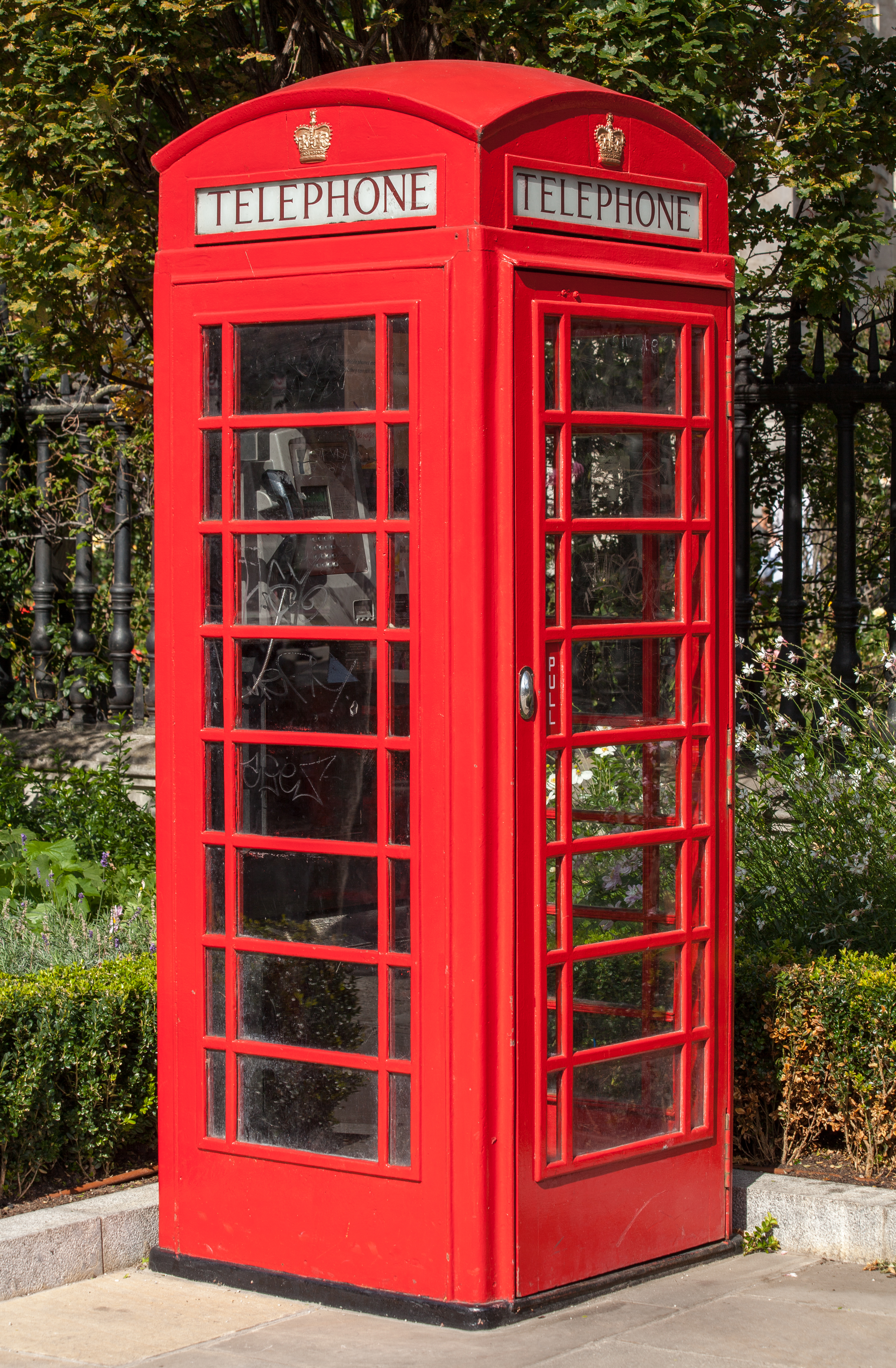
La cabine téléphonique rouge est une icône culturelle pour représenter la Grande-Bretagne, à l’instar de l'horloge Big Ben ou du bus à impériale.

Une icône culturelle est une figure emblématique qui joue un rôle essentiel dans la construction et le maintien de l’imaginaire social et de l’identité collective (en). Ce peut être un symbole, un logo, une photographie, une personne, un nom, un bâtiment ou encore une image.
Cette icône est facilement reconnaissable et représente généralement un objet ou une idée qui a une signification importante pour un large groupe culturel. Il a, pour un groupe donné, un statut particulier de symbole d'un lieu ou d'une période historique particulièrement remarquable, importante ou aimée.
Les œuvres audiovisuelles telles que les films, la musique ou les émissions télévisées qui marquent leurs époques, peuvent aussi être considérés comme des icônes culturelles par leur impact, importance et signification pour un large groupe culturel.

## Icônes et personnes
Selon The Times of India du 1er juin 2009 :

« Che Guevara, Madonna, Jim Morrison, James Dean, Marilyn Monroe, Tupac Shakur, John Lennon, Michael Jackson, Frank Sinatra, Bob Marley, Elvis Presley, Kurt Cobain, Mohamed Ali, The Beatles, Elizabeth Taylor, Walt Disney – ce sont des noms qui refusent de disparaître. Aucun fossé entre les générations ne peut faire baisser leur popularité. Ils resteront toujours un symbole de la jeunesse. »

Arthur Rimbaud, à travers la photographie de Carjat, est une icône culturelle française de la jeunesse rebelle.

## Icônes et marques

Le logo de la marque Coca-Cola, une des icônes culturelles des États-Unis au niveau mondial dans la deuxième partie du XXe siècle.

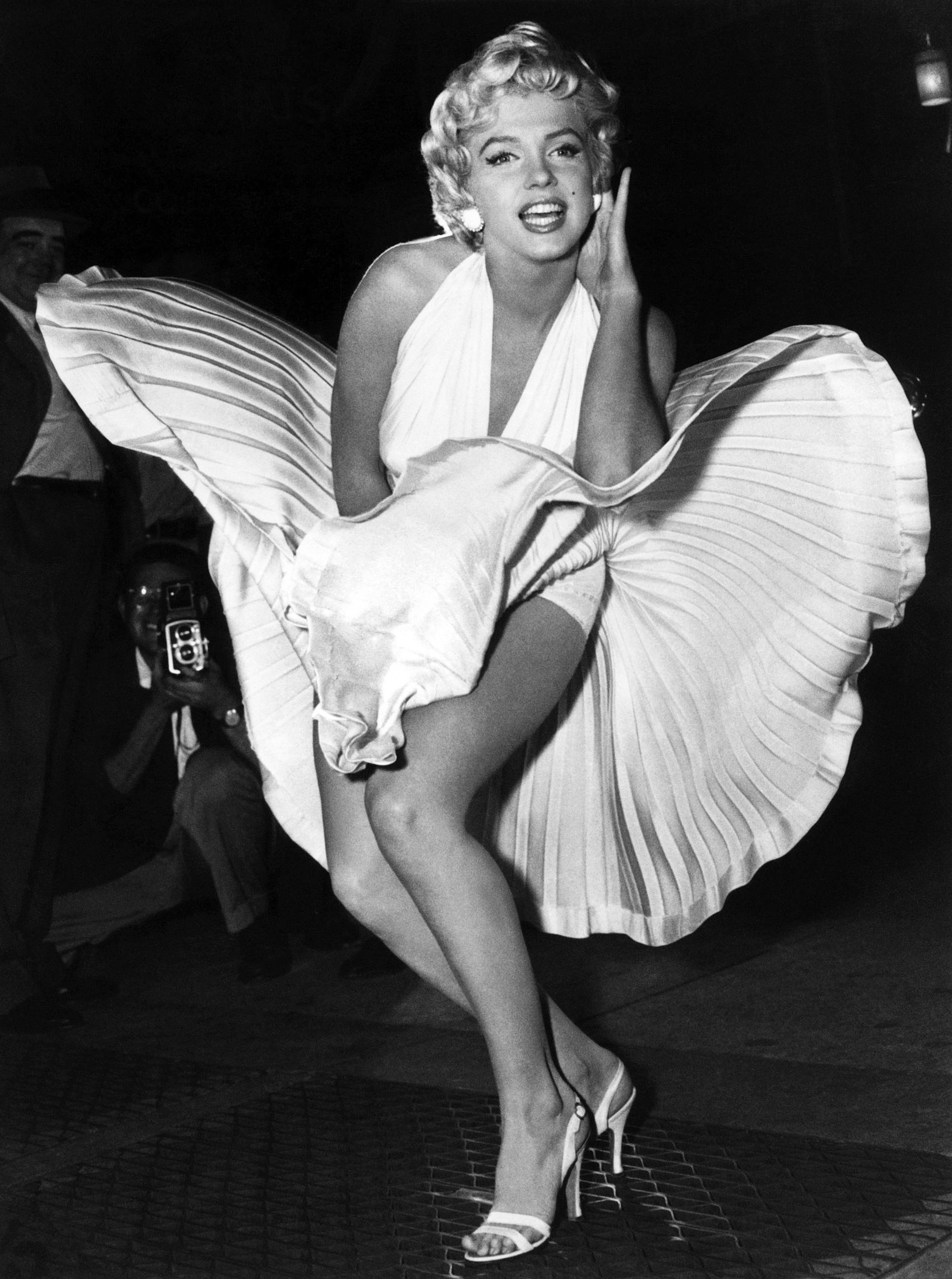
Marilyn Monroe dans sa robe iconique du film Sept Ans de réflexion (1955).

Les noms de marques peuvent refléter des valeurs sociales et des changements, mais beaucoup de gens finissent par s'en lasser et les marques commerciales échouent à atteindre un réel statut d'icône.
Les icônes culturelles sont souvent intemporelles, inscrites dans l'inconscient collectif. Elles passent par plusieurs étapes : ce sont d'abord des « murmures, des mouvements souterrains », qui, à cause de l'émotion qu'ils suscitent, débouchent, par un effet d'entraînement, sur une « approbation collective », et finalement deviennent « idéalisation et valeur représentative ».
Alors que les noms de marques répondent à une certaine logique et sont liés à l'objet qu'ils représentent, les icônes culturelles sont de nature émotionnelles, gratuites, mues par les sentiments, et créent des liens affectifs. Une façon de devenir une sorte de « marque-déposée iconique »  (Iconic brand) consiste, par exemple, pour des stars de la musique telles que Michael Jackson, Elvis Presley ou Daft Punk, à se créer une image en portant un style vestimentaire qui les rende immédiatement reconnaissables. C'est ce qu'ont fait Madonna, Amy Winehouse, Britney Spears, Marilyn Monroe ou Mylène Farmer chez les femmes.
C'est également le cas des acteurs tels que Charlie Chaplin et Audrey Hepburn ou encore les stylistes Karl Lagerfeld et Jean-Paul Gaultier. Dans d'autres domaines, les costumes d'apparat, les robes des magistrats, les habits ecclésiastiques revêtent aussi un caractère très symbolique avec une portée émotionnelle.

## Emploi abusif par les médias
On considère parfois que les termes « icône » et « emblèmes » sont utilisés de façon abusive. Ainsi, un rédacteur du Liverpool Daily Post (en) appelle « iconique », « un mot qui me donne la chair de poule », un de ces mots « dont on abuse pour décrire presque n'importe quoi ».
Le Christian Examiner (en) considère que « iconique » et « étonnant » sont des termes éculés. Il a constaté plus de 18 000 occurrence d'« iconique » uniquement dans des articles de presse, et 30 000 d'« icône », y compris dans la série Bob l'éponge.